# Bremerhaven

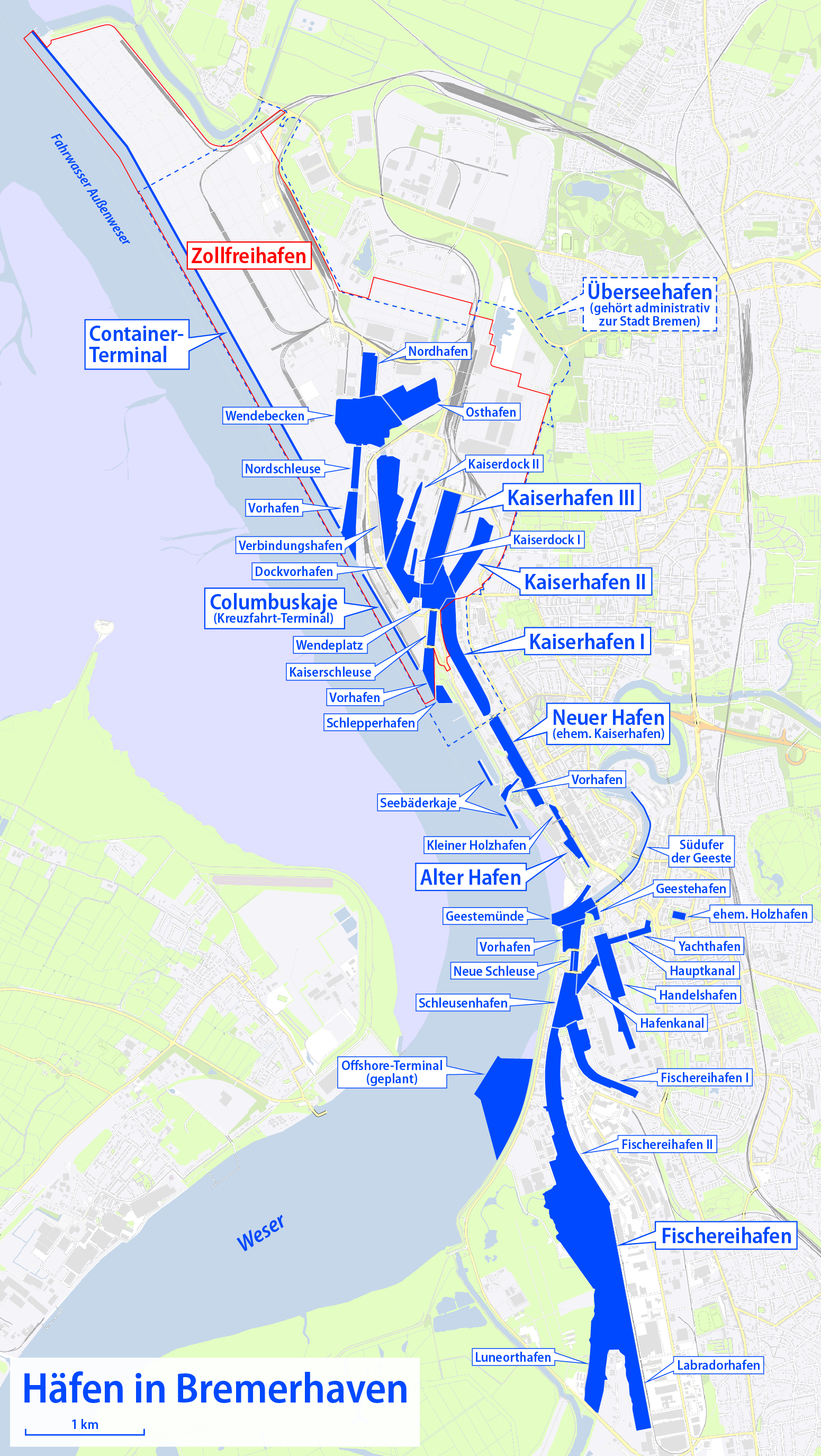

Bremerhaven (Puerto de Bremen) es una de las dos ciudades que forman el Estado de Bremen en Alemania.
Esta ciudad al borde del río Weser es la más grande de Alemania sobre el mar del Norte y el puerto pesquero más importante de Europa, con astilleros dedicados a la construcción de barcos. El puerto de Bremerhaven es también uno de los puertos de exportación de automóviles más importante de Europa.
En 1827 se fundó con calles rectas y paralelas, sus esquinas son perfectos ángulos rectos y fue planeada como "Puerto de entrada" para grandes barcos. Para millones de emigrantes alemanes del siglo XIX, Bremerhaven se convirtió en "la última ciudad antes de Nueva York". 
Los bombardeos destruyeron la ciudad durante la Segunda Guerra Mundial.
Cerca de 10 000 habitantes entre soldados de ocupación estadounidenses y sus familiares se retiraron de esta ciudad a principios de los años ochenta, por ello la vida es ahora relativamente barata.
En la actualidad, Bremerhaven es cada cinco años sede de uno de los festivales internacionales de veleros (Sail Bremerhaven) más importantes del mundo.
Tiene 110.000 habitantes aproximadamente.